# Scottish FA Cup 2016/17
Der Scottish FA Cup wurde 2016/17 zum 132. Mal ausgespielt. Der wichtigste schottische Fußball-Pokalwettbewerb, der offiziell als William Hill Scottish Cup ausgetragen und vom Schottischen Fußballverband geleitet wurde, begann am 13. August 2016 und endete mit dem Finale am 27. Mai 2017 im Hampden Park von Glasgow. Als Titelverteidiger startete der schottische Zweitligist Hibernian Edinburgh in den Wettbewerb, der sich im Vorjahresfinale gegen die Glasgow Rangers durchgesetzt hatte und erstmals seit 1902 Pokalsieger in Schottland geworden war. Im diesjährigen Endspiel um den Schottischen Pokal standen sich Celtic Glasgow und der FC Aberdeen gegenüber. Für Celtic war es das insgesamt 53. Pokalfinale seit 1877. Die Dons erreichten zum 16. Mal das Endspiel seit 1937. Beide Vereine trafen zum siebten Mal im Endspiel aufeinander, erstmals 1937 und zuletzt im Jahr 1990. Im November 2016 trafen beiden Vereine bereits im Finale des Scottish League Cup aufeinander bei dem Celtic mit 3:0 gewann. Eine Woche vor dem Pokalfinale hatte Celtic die schottische Meisterschaft vor dem FC Aberdeen gewonnen. Die Bhoys aus Glasgow gewannen das Endspiel mit 2:1, und damit den 37. Titel. Es war für Celtic das erste nationale Triple seit 2001 und das vierte insgesamt.

## Termine
Die Spielrunden wurden an folgenden Terminen ausgetragen:
- 1. Vorrunde: 13. August 2016 (Sa.)
- 2. Vorrunde: 3. September 2016 (Sa.)
- 1. Hauptrunde: 24./25. September 2016 (Sa./So.)
- 2. Hauptrunde: 22. Oktober 2016 (Sa.)
- 3. Hauptrunde: 26. November 2016 (Sa.)
- 4. Hauptrunde: 21./22. Januar 2017 (Sa./So.)
- Achtelfinale: 11./12. Februar 2017 (Sa./So.)
- Viertelfinale: 4. März 2017 (Sa.)
- Halbfinale: 22./23. April 2017 (Sa./So.)
- Finale: 27. Mai 2016 (Sa.)

## Erste Vorrunde
Die 1. Vorrunde wurde am 18. Juli 2016 von Joelle Murray ausgelost. Ausgetragen wurden die Begegnungen am 13. August 2016. Das Wiederholungsspiel wurde am 20. August 2016 ausgespielt.
|                             | Ergebnis |                                |
| --------------------------- | -------- | ------------------------------ |
| Edusport Academy (VI)       | 2:2      | Colville Park (SAFA)           |
| FC Newton Stewart (VI)      | 0:4      | Beith Juniors (SJFA)           |
| FC Wigtown & Bladnoch (VI)  | 0:4      | Auchinleck Talbot (SJFA)       |
| St. Cuthbert Wanderers (VI) | 0:3      | Leith Athletic (VI)            |
| Glasgow University (CAFL)   | 2:8      | Bonnyrigg Rose Athletic (SJFA) |

Freilose: Banks O’ Dee, Burntisland Shipyard Amateurs, FC Coldstream, FC Girvan, Golspie Sutherland, Linlithgow Rose und Threave Rovers
Wiederholungsspiel
|                      | Ergebnis |                         |
| -------------------- | -------- | ----------------------- |
| Colville Park (SAFA) | 1:0      | Edusport Academy (SSFL) |

## Zweite Vorrunde
Die 2. Vorrunde wurde am 18. Juli 2016 von Joelle Murray ausgelost. Ausgetragen wurden die Begegnungen am 3. September 2016. Das Wiederholungsspiel fand am 10. September 2016 statt.
|                                | Ergebnis |                                    |
| ------------------------------ | -------- | ---------------------------------- |
| Banks O’ Dee (SJFA)            | 4:0      | Golspie Sutherland (NCFL)          |
| Beith Juniors (SJFA)           | 2:2      | Auchinleck Talbot (SJFA)           |
| Bonnyrigg Rose Athletic (SJFA) | 14:00    | Burntisland Shipyard Amateurs (VI) |
| Colville Park (SAFA)           | 0:1      | FC Girvan (SJFA)                   |
| Leith Athletic (VI)            | 1:0      | FC Coldstream (VI)                 |
| Threave Rovers (VI)            | 1:2      | Linlithgow Rose (SJFA)             |

Wiederholungsspiel
|                          | Ergebnis |                      |
| ------------------------ | -------- | -------------------- |
| Auchinleck Talbot (SJFA) | 0:3      | Beith Juniors (SJFA) |

## Erste Hauptrunde
Die 1. Hauptrunde wurde am 5. September 2016 von David Gray ausgelost. Ausgetragen wurden die Begegnungen am 24. und 25. September 2016. Die Wiederholungsspiele fanden am 1. und 5. Oktober 2016 statt.
|                             | Ergebnis |                                |
| --------------------------- | -------- | ------------------------------ |
| Beith Juniors (SJFA)        | 6:0      | FC Strathspey (V)              |
| BSC Glasgow (V)             | 3:1      | FC Rothes (V)                  |
| Civil Service Strollers (V) | 1:1      | Hawick Royal Albert (V)        |
| FC Clachnacuddin (V)        | 1:2      | Stirling University (V)        |
| Dalbeattie Star (V)         | 1:3      | Wick Academy (V)               |
| FC Deveronvale (V)          | 0:3      | Gretna 2008 (V)                |
| FC East Kilbride (V)        | 9:1      | FC Vale of Leithen (V)         |
| Edinburgh University (V)    | 0:1      | Whitehill Welfare (V)          |
| Forres Mechanics (V)        | 2:2      | FC Lossiemouth (V)             |
| FC Fort William (V)         | 1:4      | Brora Rangers (V)              |
| Gala Fairydean Rovers (V)   | 3:1      | FC Fraserburgh (V)             |
| FC Girvan (SJFA)            | 1:2      | FC Huntly (V)                  |
| Inverurie Loco Works (V)    | 0:6      | Buckie Thistle (V)             |
| FC Keith (V)                | 0:1      | Banks O’ Dee (SJFA)            |
| Nairn County (V)            | 2:3      | Preston Athletic (V)           |
| FC Selkirk (V)              | 0:3      | Linlithgow Rose (SJFA)         |
| Turiff United (V)           | 1:1      | Bonnyrigg Rose Athletic (SJFA) |
| Leith Athletic (VI)         | 0:0      | Cumbernauld Colts (V)          |

Wiederholungsspiel
|                                | Ergebnis |                             |
| ------------------------------ | -------- | --------------------------- |
| Bonnyrigg Rose Athletic (SJFA) | 4:1      | Turiff United (V)           |
| Hawick Royal Albert (V)        | 6:2      | Civil Service Strollers (V) |
| FC Lossiemouth (V)             | 0:4      | Forres Mechanics (V)        |
| Cumbernauld Colts (V)          | 1:0      | Leith Athletic (VI)         |

## Zweite Hauptrunde
Die 2. Hauptrunde wurde am 26. September 2016 ausgelost. Ausgetragen wurden die Begegnungen am 22. Oktober 2016. Die Wiederholungsspiele fanden am 29. Oktober und 1. November statt.
|                                | Ergebnis |                           |
| ------------------------------ | -------- | ------------------------- |
| Annan Athletic (IV)            | 0:0      | FC East Stirlingshire (V) |
| FC Arbroath (IV)               | 3:1      | Stirling University (V)   |
| Banks O’ Dee (SJFA)            | 2:2      | Formartine United (V)     |
| Bonnyrigg Rose Athletic (SJFA) | 2:1      | Cove Rangers (V)          |
| Brora Rangers (V)              | 0:2      | FC Clyde (IV)             |
| BSC Glasgow (V)                | 0:1      | Beith Juniors (SJFA)      |
| Buckie Thistle (V)             | 1:1      | Gretna 2008 (V)           |
| Berwick Rangers (IV)           | 2:3      | Hawick Royal Albert (V)   |
| FC Cowdenbeath (IV)            | 0:1      | FC East Kilbride (V)      |
| Cumbernauld Colts (V)          | 2:2      | Forres Mechanics (V)      |
| Edinburgh City (IV)            | 0:0      | Forfar Athletic (IV)      |
| Gala Fairydean Rovers (V)      | 0:4      | Elgin City (IV)           |
| FC Huntly (V)                  | 0:2      | FC Spartans (V)           |
| Linlithgow Rose (SJFA)         | 0:3      | Stirling Albion (IV)      |
| Preston Athletic (V)           | 0:3      | FC Montrose (IV)          |
| Wick Academy (V)               | 4:1      | Whitehill Welfare (V)     |

Wiederholungsspiele
|                           | Ergebnis |                       |
| ------------------------- | -------- | --------------------- |
| FC East Stirlingshire (V) | 1:2      | Annan Athletic (IV)   |
| Forres Mechanics (V)      | 4:0      | Cumbernauld Colts (V) |
| Formartine United (V)     | 7:2      | Banks O’ Dee (SJFA)   |
| Gretna 2008 (V)           | 2:6      | Buckie Thistle (V)    |
| Forfar Athletic (IV)      | 0:1      | Edinburgh City (IV)   |

## Dritte Hauptrunde
Die 3. Hauptrunde wurde am 25. Oktober 2016 ausgelost. Ausgetragen wurden die Begegnungen am 26. und 29. November sowie am 3. und 6. Dezember 2016. Die Wiederholungsspiele fanden am 3., 6. und 7. Dezember statt.
|                                | Ergebnis |                           |
| ------------------------------ | -------- | ------------------------- |
| FC Airdrieonians (III)         | 1:2      | FC Livingston (III)       |
| Bonnyrigg Rose Athletic (SJFA) | 0:0      | FC Dumbarton (II)         |
| Buckie Thistle (V)             | 3:5      | Dunfermline Athletic (II) |
| Elgin City (IV)                | 8:1      | Hawick Royal Albert (V)   |
| Forres Mechanics (V)           | 2:2      | FC Stenhousemuir (III)    |
| FC Peterhead (III)             | 0:1      | Alloa Athletic (III)      |
| Albion Rovers (III)            | 2:1      | Queen of the South (II)   |
| Brechin City (III)             | 0:1      | Ayr United (II)           |
| FC East Fife (III)             | 1:1      | Edinburgh City (IV)       |
| FC Queen’s Park (III)          | 2:0      | FC Montrose (IV)          |
| FC St. Mirren (II)             | 5:1      | FC Spartans (V)           |
| Beith Juniors (SJFA)           | 0:6      | Greenock Morton (II)      |
| Stirling Albion (IV)           | 2:0      | Wick Academy (V)          |
| FC Stranraer (III)             | 2:1      | FC East Kilbride (V)      |
| Formartine United (V)          | 4:0      | Annan Athletic (IV)       |
| FC Clyde (IV)                  | 5:0      | FC Arbroath (IV)          |

Wiederholungsspiele
|                        | Ergebnis |                                |
| ---------------------- | -------- | ------------------------------ |
| FC Stenhousemuir (III) | 3:1      | Forres Mechanics (V)           |
| FC Dumbarton (II)      | 0:1      | Bonnyrigg Rose Athletic (SJFA) |
| Edinburgh City (IV)    | 0:1      | FC East Fife (III)             |

## Vierte Hauptrunde
Die 4. Hauptrunde wurde am 28. November 2016 von Gary Holt ausgelost. Ausgetragen wurden die Begegnungen am 21. und 22. Januar 2017. Die Wiederholungsspiele finden am 24., 25. und 31. Januar 2017 statt.
|                                | Ergebnis |                                  |
| ------------------------------ | -------- | -------------------------------- |
| FC Aberdeen (I)                | 4:0      | FC Stranraer (III)               |
| Alloa Athletic (II)            | 2:3      | Dunfermline Athletic (II)        |
| Ayr United (II)                | 0:0      | FC Queen’s Park (III)            |
| Bonnyrigg Rose Athletic (SJFA) | 1:8      | Hibernian Edinburgh (II)         |
| FC Dundee (I)                  | 0:2      | FC St. Mirren (II)               |
| Elgin City (IV)                | 1:2      | Inverness Caledonian Thistle (I) |
| Greenock Morton (II)           | 2:0      | FC Falkirk (II)                  |
| FC Kilmarnock (I)              | 0:1      | Hamilton Academical (I)          |
| FC Livingston (III)            | 0:1      | FC East Fife (III)               |
| Partick Thistle (I)            | 4:0      | Formartine United (V)            |
| Glasgow Rangers (I)            | 2:1      | FC Motherwell (I)                |
| Ross County (I)                | 6:2      | Dundee United (II)               |
| FC St. Johnstone (I)           | 2:0      | FC Stenhousemuir (III)           |
| Stirling Albion (IV)           | 2:2      | FC Clyde (IV)                    |
| Raith Rovers (II)              | 1:1      | Heart of Midlothian (I)          |
| Albion Rovers (III)            | 0:3      | Celtic Glasgow (I)               |

Wiederholungsspiele
|                         | Ergebnis              |                      |
| ----------------------- | --------------------- | -------------------- |
| FC Queen’s Park (III)   | 2:2 n. V. (4:5 i. E.) | Ayr United (II)      |
| Heart of Midlothian (I) | 4:2 n. V.             | Raith Rovers (II)    |
| FC Clyde (IV)           | 3:2                   | Stirling Albion (IV) |

## Achtelfinale
Das Achtelfinale wurde am 22. Januar 2017 von Rod Stewart und Alan Stubbs ausgelost. Ausgetragen wurden die Begegnungen am 11. und 12. Februar 2017. Die Wiederholungsspiele fanden am 14. und 22. Februar 2017 statt.
|                           | Ergebnis |                                  |
| ------------------------- | -------- | -------------------------------- |
| Ayr United (II)           | 1:1      | FC Clyde (IV)                    |
| Celtic Glasgow (I)        | 6:0      | Inverness Caledonian Thistle (I) |
| Dunfermline Athletic (II) | 1:1      | Hamilton Academical (I)          |
| FC East Fife (III)        | 2:3      | FC St. Mirren (II)               |
| Ross County (I)           | 0:1      | FC Aberdeen (I)                  |
| FC St. Johnstone (I)      | 0:1      | Partick Thistle (I)              |
| Heart of Midlothian (I)   | 0:0      | Hibernian Edinburgh (II)         |
| Glasgow Rangers (I)       | 2:1      | Greenock Morton (II)             |

Wiederholungsspiele
|                          | Ergebnis              |                           |
| ------------------------ | --------------------- | ------------------------- |
| FC Clyde (IV)            | 1:2 n. V.             | Ayr United (II)           |
| Hamilton Academical (I)  | 1:1 n. V. (3:0 i. E.) | Dunfermline Athletic (II) |
| Hibernian Edinburgh (II) | 3:1                   | Heart of Midlothian (I)   |

## Viertelfinale
Das Viertelfinale wurde am 12. Februar 2017 ausgelost. Ausgetragen wurden die Begegnungen am 4. und 5. März 2017.
|                          | Ergebnis |                         |
| ------------------------ | -------- | ----------------------- |
| Hibernian Edinburgh (II) | 3:1      | Ayr United (II)         |
| Glasgow Rangers (I)      | 6:0      | Hamilton Academical (I) |
| FC Aberdeen (I)          | 1:0      | Partick Thistle (I)     |
| Celtic Glasgow (I)       | 4:1      | FC St. Mirren (II)      |

## Halbfinale
Das Halbfinale wurde am 5. März 2017 ausgelost. Ausgetragen wurden die Begegnungen am 22. und 23. April 2017 im Hampden Park von Glasgow.
|                          | Ergebnis |                     |
| ------------------------ | -------- | ------------------- |
| Hibernian Edinburgh (II) | 2:3      | FC Aberdeen (I)     |
| Celtic Glasgow (I)       | 2:0      | Glasgow Rangers (I) |

## Finale
| Celtic Glasgow                                             | Celtic Glasgow | FC Aberdeen | FC Aberdeen |
| ---------------------------------------------------------- | --- | --- | ----------- |
| Celtic Glasgow                                             | \| 27. Mai 2017 um 15:00 Uhr (WESZ) in Glasgow (Hampden Park) \| \| Ergebnis: 2:1 (1:1) \| \| Zuschauer: 48.713 \| \| Schiedsrichter: Bobby Madden \| \| Spielbericht \|                                                                                               | \| 27. Mai 2017 um 15:00 Uhr (WESZ) in Glasgow (Hampden Park) \| \| Ergebnis: 2:1 (1:1) \| \| Zuschauer: 48.713 \| \| Schiedsrichter: Bobby Madden \| \| Spielbericht \|                                                                                 | FC Aberdeen |
| Celtic Glasgow                                             | Craig Gordon – Mikael Lustig, Jozo Šimunović, Dedryck Boyata, Kieran Tierney (27. Tom Rogić) – Callum McGregor, Scott Brown , Stuart Armstrong – Patrick Roberts (90.+4' Erik Sviatchenko), Leigh Griffiths, Scott Sinclair Cheftrainer: Brendan Rodgers ( Nordirland) | Joe Lewis – Shaleum Logan, Mark Reynolds, Ash Taylor, Andrew Considine – Ryan Jack (90.+3' Scott Wright), Graeme Shinnie – Jonny Hayes, Kenny McLean, Niall McGinn (75. Anthony O’Connor) – Jayden Stockley (62. Adam Rooney) Cheftrainer: Derek McInnes | FC Aberdeen |
| Celtic Glasgow                                             | 1:1 Stuart Armstrong (11.) 2:1 Tom Rogić (90.+2') | 0:1 Jonny Hayes (9.) | FC Aberdeen |
| Celtic Glasgow                                             | Tom Rogić (90.+2') | Ash Taylor (61.) | FC Aberdeen |
| 27. Mai 2017 um 15:00 Uhr (WESZ) in Glasgow (Hampden Park) | | |             |
| Ergebnis: 2:1 (1:1)                                        | | |             |
| Zuschauer: 48.713                                          | | |             |
| Schiedsrichter: Bobby Madden                               | | |             |
| Spielbericht                                               | | |             |